# Асанов, Курсан Сатарович
Асанов Курсан Сатарович (родился 31 августа 1966 года в селе Жаны-Арык, Кара-Сууйского района, Ошская область, Киргизская ССР) —  государственный деятель с богатым опытом в правоохранительных органах и значительным вкладом в решение кризисных ситуаций. Экс-депутат Жогорку Кенеша Кыргызской Республики V созыва, экс-заместитель Министра Внутренних Дел КР, кандидат в Президенты Кыргызской Республики 2021.

## Биография и служба
- 1984-1986: Служба в пограничных войсках КГБ СССР.
- 1991-1992: Боец шестой оперативной роты ОМОН МВД.
- 1992-1994: Командир роты отряда милиции специального назначения МВД КР.
- 1994-1997: Командир шестой роты полка спецподразделения "Эрдик" патрульно-постовой службы милиции УВД Ошской области КР.
- 1997-1999: Оперуполномоченный уголовного розыска УВД Джалал-Абадской области.
- 1999-2000: Старший оперуполномоченный отдела по организованной преступности, уголовного розыска УВД Джалал-Абадской области.
- 2000-2001: Начальник отделения уголовного розыска ОВД, Базар-Коргонского района.
- 2001-2002: Начальник отделения уголовного розыска ОВД г. Джалал-Абада.
- 2002-2004: Начальник отделения по организованной преступности, уголовного розыска УВД Ошской области.
- 2004-2005: Заместитель начальника отдела уголовного розыска УВД Ошской области.
- 2005-2008: Начальник ОВД Кара-Сууйского района.
- Февраль–Июль 2008: Начальник 9-го отдела УВД Ошской области.
- 2008-2009: Начальник отдела уголовного розыска УВД Ошской области.
- Январь 2009 – Февраль 2010: Начальник ОВД Узгенского района.
- Февраль–Апрель 2010: Заместитель начальника УВД г. Ош.
- Апрель–Май 2010: Начальник УВД г. Ош.
- Май–Июнь 2010: Начальник УВД Свердловского района, г. Бишкека.
- Июнь–Сентябрь 2010: Начальник ГУВД г. Ош, комендант города Ош.
- Октябрь 2010 – Апрель 2011: Депутат Жогорку Кенеша.
- 2011-2019: Заместитель министра внутренних дел КР.
- 2021: Кандидат в Президенты Кыргызской Республики.

## Вклад в общество
Курсан Асанов стал фигурантом дела по событиям в селе Кой-Таш в августе 2019 года, когда был задержан бывший президент Алмазбек Атамбаев. Тогда ситуация была критической, и именно Курсан Асанов, вместо штурма, успешно использовал переговоры для убеждения экс-президента Атамбаева сдаться. В противном случае ситуация вышла бы из-под контроля.
Впоследствии он был освобожден от занимаемой должности по неясным причинам, и в отношении него было возбуждено уголовное дело. После октябрьских событий 2020 года, в период революционных событий и отсутствия главы государства, а также ухода руководителей силовых структур, Асанов временно возглавил МВД. Он временно исполнял обязанности министра внутренних дел и успешно координировал действия милиции, народных дружин, и активистов, особенно молодёжи. Асанов предотвратил мародерство и массовые беспорядки, внес значительный вклад в урегулирование ситуации и обеспечение безопасности. Однако он добровольно покинул этот пост через несколько дней. Генерал-майор милиции Асанов отметил, что такое решение было направлено на восстановление координации правоохранительных органов в тот период.
Под подозрением в организации беспорядков, Асанов был задержан, но позже отпущен под домашний арест. Он выдвигался кандидатом в президенты на выборах 10 января 2021 года. Однако 26 января того же года его задержали сотрудники МВД по статье 245 "Захват зданий и сооружений" Уголовного кодекса КР. Асанов был полностью оправдан по всем статьям в 2023 году.

## Образование
- 2003-2005: Академия МВД КР.
- 2017: Ученая степень кандидата юридических наук.

## Награды
- 1991: Благодарность от президента КР А. Акаева.
- 1995: Памятная медаль в честь тысячелетия Манас.
- 2005: Почетная грамота от президента КР К. Бакиева.
- 2015: Почетная грамота от Премьер министра КР Ж. Оторбаева.
- 2018: Почетная грамота от спикера Жогорку Кенеша.